# 內氏南鰍
內氏南鰍（學名：Schistura nebeshwari）為輻鰭魚綱鯉形目條鰍科南鰍屬的其中一種。分布於亞洲印度米佐拉姆邦Kolchaw河流域，本魚體延長，口下位，具觸鬚3對，身體有11-14個深色橄欖色條紋，側線不完整，背鰭基部三個黑點，體長可達5.5公分，棲息在礫石底質河川底層水域，生活習性不明。

## 扩展阅读
維基物種上的相關：內氏南鰍